# نمایش نمایش‌ها
نمایش نمایش‌ها (انگلیسی: The Show of Shows) یک فیلم موزیکال هالیوودی پیشا-کد به کارگردانی جان جی. آدولفی است که در سال ۱۹۲۹ منتشر شد. این فیلم صدادار است و به شیوهٔ تکنی‌کالر تصویربرداری شده‌است و ساختش در آن دوران ۷۹۵٬۰۰۰ دلار آمریکا هزینه داشت.

## گزیدهٔ بازیگران

### آنهایی که نامشان در عنوان‌بندی آمده
- فرانک فی
- هری اَکست
- آرمیدا
- جانی آرتور
- مری آستور
- ویلیام بیکول
- جان باریمور
- ریچارد بارتلمس
- نوآ بیری
- سالی بلین
- مونته بلو
- ایرن بوردونی
- هوبرت باسورث
- جک بیوکانن
- آن سوترن
- ماریون بایرن
- ژرژ کارپونیه
- اثلین کلیر
- بتی کامپسن
- چستر کانکلین
- دولورس کاستلو
- هلن کاستلو
- ویلیام کورتنی
- وایولا دینا
- آلیس دی
- مارسلین دی
- داگلاس فیربنکس جونیور
- لوئیز فازندا
- آلبرت گران
- الکساندر گری
- لوید همیلتون
- لوپینو لین
- لیلا لی
- تد لوئیس
- وینی لایتر
- جکلین لوگان
- لولا
- میرنا لوی
- نیک لوکاس
- تالی مارشال
- شرلی میسون
- پتسی روت میلر
- بول مونتانا
- لی موران
- چستر موریس
- جک مولهال
- ادنا مورفی
- کرمل مایرز
- ماریان نیکسون
- مالی اودی
- سالی اونیل
- گرترود اولمستد
- کالا پاشا
- آندرس راندولف
- رین تین تین
- برت روچ
- سید سیلورز
- سوجین
- بن ترپین
- ادوارد وارد
- اچ.بی. وارنر
- آلیس وایت
- لوئیس ویلسون
- گرانت ویثرز
- لرتا یانگ

### آنهایی که نامشان در عنوان‌بندی نیامده
- آنتونی بوشل
- روث کلیفورد
- ویلیام کالی‌یر
- جک کرتیس
- سلی آیلرس
- پولین گارون
- جولن جانسون
- فرانسیس لی
- اوتو ماتیه‌سون
- فیلو مک‌کالو
- ویلر اوکمن
- ئی.جی. راتکلیف
- دِیو سیلورمن
- لوئیس سیلورز
- لستر استیونس
- تد ویلیامز